# Power Quest
Power Quest ist eine internationale Power-Metal-Band aus Großbritannien.

## Biografie
Power Quest wurde im März 2001 von dem Keyboarder Steve Williams, der zuvor die Londoner Power-Metal-Band DragonForce verlassen hatte, in Southampton gegründet. Er wurde unterstützt von dem Bassisten Steve Scott, der bis dahin ebenfalls Mitglied von DragonForce war.
Mit Sam Totman (Mitbegründer von DragonForce) und Adam Bickers stießen kurz darauf zwei Gitarristen hinzu, mit deren Unterstützung im Jahr 2001 die erste Demo aufgenommen und auf MP3.com hochgeladen wurde.
Im April 2002 wurde die Band durch den Sänger Alessio Garavello verstärkt, der im Juni 2002 die Gesangsvorlagen für das Debütalbum der Band (Wings of Forever), vorlegte. Begleitet wurde Garavello dabei vom Gitarristen seiner Band, Arthemis, Andrea Martongelli, der einige Passagen zum neuen Album beisteuerte. Nach der Veröffentlichung des Albums verließ Adam Bickers die Band, woraufhin Power Quest Andrea Martongelli als Ersatz fest in die Band integrierte.
Im Januar 2003 stieß der Drummer Andre Bargmann hinzu, der die Band allerdings im Juli selben Jahres wieder verließ und zunächst von Gavin Ward ersetzt wurde. Im März 2004 erschien das zweite Album der Band (Neverworld). Nach der Veröffentlichung von Neverworld verließ Sam Totman die Band endgültig, um sich wieder ausschließlich seiner Band DragonForce zu widmen.
Im November 2004 begann die Band mit Aufnahmen für ihr 3. Studioalbum Magic Never Dies, welches 2005 unter dem Label Majestic Rock Records veröffentlicht wurde.
Im Februar 2005 wurde Francesco Tresca neuer Drummer der Band.
Ende 2005/Anfang 2006 feierte die Band große Erfolge mit ihrer „Magic Never Dies Tour“ durch Europa.
Im August 2006 beschloss Power Quest, den bisherigen Sänger Alessio Garavello gleichzeitig auch zum 2. Gitarristen der Band zu machen, da diese Stelle seit Bickers Ausstieg 2003 unbesetzt war.
2007 unterzeichnete die Band einen Vertrag mit Napalm Records.
Im Dezember 2007 verkündete Keyboarder Steve Williams im offiziellen Power Quest Forum 5 Gastauftritte auf dem 4. Album (Master Of Illusion).
Zum einen war das der Gitarrist Bill Hudson von der nord-amerikanischen Power-Metal-Band Cellador, der eine Instrumentalpassage in dem Titel „The Virgil“ spielte. Der Zweite war Richard West von der englischen Progressive-Metal-Band Threshold. Er unterstützte die Band mit einem Keyboardsolo in Human Machine.
Der dritte Gast war Jorn Viggo Lofstad, bekannt von der norwegischen Band Pagan’s Mind, der Power Quest auf ihrer Tour im Jahr 2006 begleitete.
Außerdem noch Chris Neighbour von der Band FourwayKill, sowie Bob Katsionis (Firewind).
Am 25. April erschien das Album Master Of Illusion in Europa.
Im Juni 2008 gab Power Quest bekannt, dass sich Gitarrist Bill Hudson der Band angeschlossen hat. Hudson war bereits als Gast auf dem Titel The Virgil des Albums Master Of Illusion zu hören.
Anfang Januar 2009 verließ Bassist und Mitbegründer Steve Scott die Band, um in Neuseeland zu leben. Nur einen Monat später präsentierte Power Quest mit Oliver Holzwarth einen Nachfolger. Holzwarth ist seit 1997 Mitglied in der deutschen Metal-Band Blind Guardian.
Im April 2009 gab Steve Williams bekannt, dass Power Quest und Gitarrist Bill Hudson in Zukunft getrennte Wege gehen werden. Grund dafür war, dass Hudson als einziges Bandmitglied in den USA lebte.
Im Juli 2009 erklärte Power Quest, dass der Frontsänger Alessio Garavello die Band nach sieben Jahren verlassen wird. Im September 2009 verließen auch Andrea Martongelli, Francesco Tresca und Oliver Holzwarth die Band, sodass von der ehemaligen Besetzung nur noch Keyboarder Steve Williams übrig blieb. Kurze Zeit später wurde die neue Besetzung vorgestellt. Es handelte sich dabei um den Sänger Pete Morten, die Gitarristen Andy Midgley und Ben Randall sowie Schlagzeuger Rich Smith und Bassist Paul Finnie.
Im Mai 2010 gab es erneut Veränderungen in der Besetzung. Nachdem Pete Morten und Ben Randall die Band verlassen hatten, wurden Sänger Chitral Somapala und Gitarrist Gavin Owen verpflichtet.
Im September 2011 ersetzte Colin Callanan den Sänger Chitral Somapala.
Am 10. Januar 2013 verkündete die Band ihre kommende Auflösung, gab allerdings am 1. April 2016 bekannt, dass die Band sich neu gegründet habe und bereits an einem neuen Album arbeiten würde. Das neue Album heißt Sixth Dimension und erschien im Oktober 2017.

## Diskografie
- Wings of Forever (2002)
- Neverworld (Japan: 2003; Europa: 2004)
- Magic Never Dies (2005)
- Master of Illusion (2008)
- Blood Alliance (2011)
- Sixth Dimension (2017)